# Беффи, Бернард
Бернард Волфф Беффи (нидерл. Bernard Wolff Beffie, 18 мая 1872 — 2 июля 1943) — голландский шахматист. Неофициальный чемпион Нидерландов (1906).

## Спортивные результаты
| Год  | Город     | Соревнование                                   | + | − | = | Результат | Место |
| ---- | --------- | ---------------------------------------------- | - | - | - | --------- | ----- |
| 1904 | Лейден    | Клубный матч (против А. Рюба)                  | 1 | 0 | 0 | 1 из 1    |       |
| 1906 | Арнем     | 34-й турнир Нидерландской шахматной ассоциации |   |   |   |           | 1     |
| 1915 | Амстердам | Весенний турнир голландских шахматистов        |   |   |   |           |       |
| 1916 | Амстердам | Турнир голландских шахматистов                 |   |   |   |           |       |
| 1917 | Амстердам | Турнир голландских шахматистов                 |   |   |   |           |       |
| 1920 | Амстердам | Турнир голландских шахматистов                 |   |   |   |           | [ 1 ] |
| 1922 | Амстердам | Турнир голландских шахматистов                 |   |   |   |           | [ 1 ] |
| 1923 | Амстердам | Зимний турнир голландских шахматистов          |   |   |   |           |       |